# Bettino Ricasoli
Pour les articles homonymes, voir Ricasoli.
Bettino Ricasoli (né le 20 mars 1809 à Florence, et mort le 13 octobre 1880, à Gaiole in Chianti, au château de Brolio) est un homme d'État italien du XIXe siècle, qui est président du Conseil du royaume d'Italie à deux reprises. Ricasoli établit la composition moderne du chianti.

## Biographie

### Jeunesse et petite enfance
Bettino Ricasoli est né le 9 mars 1809 à Florence, fils du baron Luigi Ricasoli, descendant d'une famille noble florentine en voie de déclin économique, et d'Elisabetta Peruzzi, membre de la famille bancaire toscane du même nom, dont la dot a permis de remédier, au moins partiellement, à la situation économique précaire de la famille Ricasoli (qui comptait parmi ses membres Scipione de' Ricci, fils de Luisa Ricasoli).
Enfant, il étudie au collège Cicognini de Prato, où il manifeste un vif intérêt pour les sciences physiques et naturelles. Après avoir passé sa petite enfance avec ses parents au Castello di Brolio (Château de Brolio), près de Gaiole in Chianti dans la province de Sienne, son père Luigi meurt en 1816. Puis, au retour d'un voyage d'étude à travers l'Europe avec son tuteur, qui dura de 1825 à 1827 et le conduisit à Paris et à Vienne, le jeune Bettino se retrouva orphelin à dix-huit ans par la mort de sa mère, héritant d'un patrimoine criblé de dettes. Déclaré majeur par un décret spécial du grand-duc de Toscane, qui lui accorde également l'autorité parentale sur ses jeunes frères et sœurs, le jeune baron, qui en 1834 devient membre de l'Accademia dei Georgofili et épouse l'héritière Anna Bonaccorsi, interrompt ses études et se retire à Brolio en 1838, où il établit sa résidence. C'est là que, grâce à une gestion économique prudente, il a réussi à sauver la propriété familiale, en la rendant productive dans le domaine du vin et en assurant les conditions morales et matérielles de ses métayers. Animé par un fort esprit religieux mais non clérical, avec une vision d'apostolat moral et économique dont il donnait lui-même l'exemple le plus intransigeant (c'est pourquoi on l'appelait le « Baron de Fer »), il éduquait personnellement ses paysans en matière de foi et de religion, récitant parfois des discours moralisateurs avec des titres bibliques ou instituant des prix pour les plus laborieux, dédiés au saint patron des paysans, saint Isidore le Laboureur.

### Son ascension politique au Grand-Duché
Ricasoli était un homme d'action, très religieux et méditatif, même si son tempérament était brusque, réservé et anguleux : ce qui lui valut un nouveau surnom, « l'ours des Apennins ». Son orientation politique, du moins au début, est conditionnée par les pensées et les écrits de Cesare Balbo et de Massimo d'Azeglio. En outre, il était un ami personnel des principaux libéraux toscans modérés, tels que Gino Capponi et Raffaello Lambruschini, un homme religieux sympathisant des théories du jansénisme.
Fidèle à sa nature religieuse, Ricasoli n'adhère pas au mouvement néoguelfisme prôné par Vincenzo Gioberti, le penseur patriotique le plus populaire de l'époque, car il considère que le projet néoguelfisme (une Confédération italienne sous la direction du pape) est très irréaliste, arrivant même à la conclusion que la papauté devrait se réformer car, « sans religion, la société italienne n'a pas de base ». La descente dans l'arène politique du noble toscan a lieu en février 1846, lorsqu'il envoie un mémorandum courageux au grand-duc Léopold II pour l'encourager à promulguer les réformes demandées par les milieux libéraux, rappelant en même temps le rôle réformateur dont aurait dû s'investir le clergé toscan, pour mieux remplir son rôle d'apostolat.
En 1847, Ricasoli fonde le journal La Patria, dont le programme vise à définir la « constitution de la nationalité italienne ». En octobre de la même année, il est chargé de servir de médiateur entre la Toscane et Modène dans un conflit qui avait éclaté à propos de l'annexion du territoire de Lucques à la Toscane, se rendant à la cour du roi de Sardaigne Charles-Albert de Savoie à Turin pour le convaincre de servir de médiateur entre les parties. Cela le convainc qu'il est nécessaire de jeter les bases d'une nouvelle politique italienne et qu'il apprécie l'État piémontais et son monarque pour le rôle qu'ils peuvent jouer dans le processus d'unification nationale. En 1848, après l'octroi de la Constitution par le gouvernement grand-ducal, Ricasoli est élu gonfalonier (ou maire) de Florence, se révélant un fervent partisan de l'intervention armée aux côtés des Piémontais lors de la première guerre d'indépendance. Ayant démissionné après la prise de pouvoir en Toscane des démocrates radicaux Giuseppe Montanelli et Francesco Domenico Guerrazzi, qui avaient contraint le grand-duc Léopold II à fuir et à se réfugier à Gaeta et avaient proclamé la République, Ricasoli fut persuadé par les excès et la démagogie des deux hommes politiques de se joindre à ceux qui, après la fin de la guerre et le rétablissement de la domination autrichienne en Italie du Nord en 1849, réclamaient le retour du grand-duc. Profondément déçu par la nouvelle attitude antilibérale de Léopold II et par le soutien de l'armée autrichienne à la reconquête du trône, le baron préféra émigrer avec sa famille en Suisse, d'où il ne revint qu'en 1851, pour se retirer à nouveau à Brolio sans même passer par Florence, pour éviter de voir les troupes autrichiennes qui y étaient cantonnées.
Après la mort de sa femme, Ricasoli poursuivit la gestion de son patrimoine et la mise en valeur d'une de ses propriétés en Maremme, où il fut le premier, parmi les grands propriétaires terriens, à introduire des machines agricoles pour cultiver les champs. Fort de sa mission, malgré les désastres de 1849 en Italie, Ricasoli avait une grande confiance dans le Piémont en tant qu'État capable de coaguler politiquement les autres, y compris la Toscane, en une seule et future nation italienne. Il reste cependant en dehors du contexte politique jusqu'en 1856, date à laquelle il se rapproche de plus en plus des positions libérales de Camillo Benso, conte di Cavour, Premier ministre du royaume de Sardaigne, sympathisant avec la création, la même année, de la Società nazionale italiana, qui regroupe tous les patriotes italiens de différents horizons idéologiques autour du programme d'unité nationale italienne autour des armoiries de la Savoie. À cela s'ajoute l'estime personnelle entre les deux hommes politiques italiens, tous deux conservateurs, bien que Ricasoli déteste les manœuvres secrètes et la diplomatie secrète, pierre angulaire de la politique étrangère piémontaise de ces années-là.

### Les gouvernements du royaume d'Italie
L'estime de Cavour pour le baron toscan ne tarde pas à arriver. Le 27 avril 1859, après le départ définitif de Léopold de Florence et la nomination du gouvernement provisoire de la Toscane avec Carlo Bon Compagni di Mombello comme commissaire royal, Ricasoli y entre comme ministre de l'Intérieur, puis, après l'armistice de Villafranca, prend le pouvoir central avec le rang de prodictateur. En cette qualité, il organise le plébiscite des 11 et 12 mars 1860, qui sanctionne l'union de la Toscane avec le royaume de Sardaigne, avec 366 571 voix pour et 14 925 contre, en apportant personnellement les résultats au roi Vittorio Emanuele II à Turin. Ricasoli est alors nommé gouverneur provisoire de la Toscane par le gouvernement piémontais, se heurtant souvent à la politique officielle du gouvernement, visant à maintenir l'équilibre international afin de reprendre le processus d'unification par des moyens diplomatiques. En effet, le gouverneur toscan donne l'hospitalité à Giuseppe Mazzini, qui est encore sous le coup d'une condamnation à mort pour la tentative de soulèvement à Gênes en 1857, envoie des armes à Viterbe et dans les Marches pour fomenter une révolte contre Pie IX et, après l'entrée de Giuseppe Garibaldi à Naples en septembre 1860, écrit une lettre impérieuse à Cavour et au gouvernement pour leur demander de mobiliser l'armée afin de soutenir les volontaires de Garibaldi. Toujours en 1859, Ricasoli joue un rôle décisif dans la fondation du nouveau journal La Nazione, qui place les questions nationales au centre de son intérêt dès le titre.
Après avoir été élu député en janvier 1861 et avoir voté en faveur de la loi proclamant la naissance du nouveau royaume d'Italie le 17 mars 1861, Ricasoli succède à Cavour, décédé six jours plus tôt, comme président du Conseil des ministres le 12 juin de la même année. Après avoir formé un gouvernement dans lequel il assume, outre la présidence, également les départements de la Guerre et des Affaires étrangères, il marque son activité gouvernementale par une forte poussée unitaire dans la gestion administrative de l'État et dans la tentative de résoudre diplomatiquement la Question romaine avec le Saint-Siège et la France.
Les problèmes de l'État naissant sont énormes, tant en politique intérieure qu'extérieure. À part l'Angleterre, aucune puissance européenne n'a reconnu le nouveau royaume, Rome et la Vénétie manquent encore d'unité nationale, tandis qu'à l'intérieur, l'assimilation économique, culturelle et administrative des différentes régions doit être réalisée par l'unification des systèmes administratifs, juridiques, éducatifs et économiques. En outre, le brigandage fait rage avec virulence dans le sud de l'Italie, fomenté par le pape et les Bourbons en exil à Rome pour déstabiliser le royaume d'Italie et tenter de reprendre possession de la couronne napolitaine. Ricasoli a tout abordé avec une autorité et une décision extrêmes. Le 15 juillet 1861, il confie les pleins pouvoirs au général Enrico Cialdini pour écraser le brigandage dans le sud de l'Italie, qu'il considère comme un phénomène de délinquance ordinaire sans comprendre les véritables problèmes de l'Italie du Sud. Le 9 octobre, les décrets de son cabinet étendent la réglementation de l'État de Savoie à l'ensemble de l'Italie, y compris la subdivision en provinces et communes, conformément à la vision d'une structure étatique centralisée que le Premier ministre soutient au détriment du projet régionaliste proposé par Marco Minghetti, tandis que dans le domaine financier, à l'initiative du ministre des finances Pietro Bastogi, est créé le Grand-livre de la dette publique (Gran Libro del Debito pubblico), qui unifie toutes les dettes publiques des États antérieurs à l'unification, et impose de nouveaux impôts pour redresser le déficit de l'État créé au lendemain de l'unification. Il admet également la plupart des volontaires de Garibaldi dans l'armée régulière et révoque l'exil de Mazzini.
En matière de politique étrangère, le 15 juin 1861, le Premier ministre italien obtient la reconnaissance diplomatique de la France et tente en vain de se réconcilier avec le Saint-Siège, reprenant les négociations avec Napoléon III, déjà entamées par Cavour, pour le retrait de la garnison française de Rome et son rattachement au royaume d'Italie. En effet, le 10 septembre, Ricasoli envoie à Paris un projet de réconciliation avec le pape, qui prévoit l'annexion de Rome à l'Italie en échange de la souveraineté personnelle de Pie IX sur la capitale, d'une donation annuelle pour le Vatican et de l'autonomie papale pour la nomination des évêques. Le gouvernement français refuse toutefois la proposition et Ricasoli cherche donc à négocier directement avec le pontife, en y ajoutant toutefois un étatisme plus rigide et une certaine veine réformiste de son cru, comme celle de demander aux hiérarchies ecclésiastiques de réconcilier l'Église avec la société civile. Le manque de tact et de diplomatie de Ricasoli cède cependant la place aux manœuvres personnelles du roi Vittorio Emanuele II, qui fait passer ses ambitions pour la Vénétie avant Rome et prévoit des débarquements en Dalmatie dans le but de déstabiliser l'empire des Habsbourg, un projet approuvé par l'empereur des Français lui-même, qui est heureux de diriger ailleurs les initiatives de la politique étrangère italienne.
Méprisant les intrigues de son rival Urbano Rattazzi, peu malléable aux ingérences de la cour en matière de politique étrangère et incapable de dominer une majorité parlementaire au sein de laquelle émergent des groupes orientés par les rivalités régionales, Ricasoli, après avoir adressé au souverain, qui l'accusait d'être trop attentiste, une cinglante lettre de destitution le 28 février 1862, se voit contraint de démissionner le 3 mars suivant.
Après une période de retraite à Brolio (où il accueille notamment Vittorio Emanuele II en 1863) et la mort de sa fille unique Bettina, Ricasoli revient au pouvoir le 20 juin 1866, en remplacement du général Alfonso La Marmora, qui a pris le commandement de l'armée italienne pendant la troisième guerre d'indépendance, et occupe ce poste jusqu'au 10 avril 1867. De son second mandat, il convient de mentionner son refus de l'offre de Napoléon III de céder Venise à l'Italie en échange de la dissolution de l'alliance de l'Italie avec la Prusse et son refus d'accepter la décoration prussienne de l'ordre de l'Aigle noir parce qu'elle n'avait pas été également offerte à La Marmora, auteur de l'alliance elle-même.
En outre, alors qu'il était au gouvernement, en septembre 1866, un soulèvement populaire, connu sous le nom de « Sette e mezzo » (révolte des Sept et demi), éclate à Palerme, qui dure du 16 au 22 septembre et est organisé par des forces subversives hétérogènes et anti-unitaires (pro-Bourbon, cléricaux et ex-Garibaldiens), qui prennent le contrôle de la capitale sicilienne pendant une semaine. Ricasoli fait alors appel à la Regia Marina, qui canonne la ville depuis la mer, et envoie en Sicile un corps expéditionnaire de 50 000 hommes sous le commandement du général Raffaele Cadorna, commissaire royal, qui mène une répression féroce qui se solde par au moins 1 000 morts et exécutions. Puis, une fois la situation interne résolue, Ricasoli cherche à nouveau à se réconcilier avec les États pontificaux. En effet, lorsque les Français quittent Rome vers la fin de l'année 1866, il propose au pape une convention selon laquelle le royaume d'Italie rendrait à l'Église les biens des ordres religieux supprimés en échange du versement progressif de 24 millions de lires. Afin de se rapprocher du Saint-Siège, le chef du gouvernement accorde l'exequatur à quarante-cinq évêques opposés au régime italien. Le Vatican accepte cette proposition mais la Chambre des députés se montre réfractaire et, bien que Ricasoli l'ait fait dissoudre par le roi en mars, la suivante, également en raison de l'avancée de la Sinistra (gauche), est encore plus hostile à l'accord.

### Les dernières années

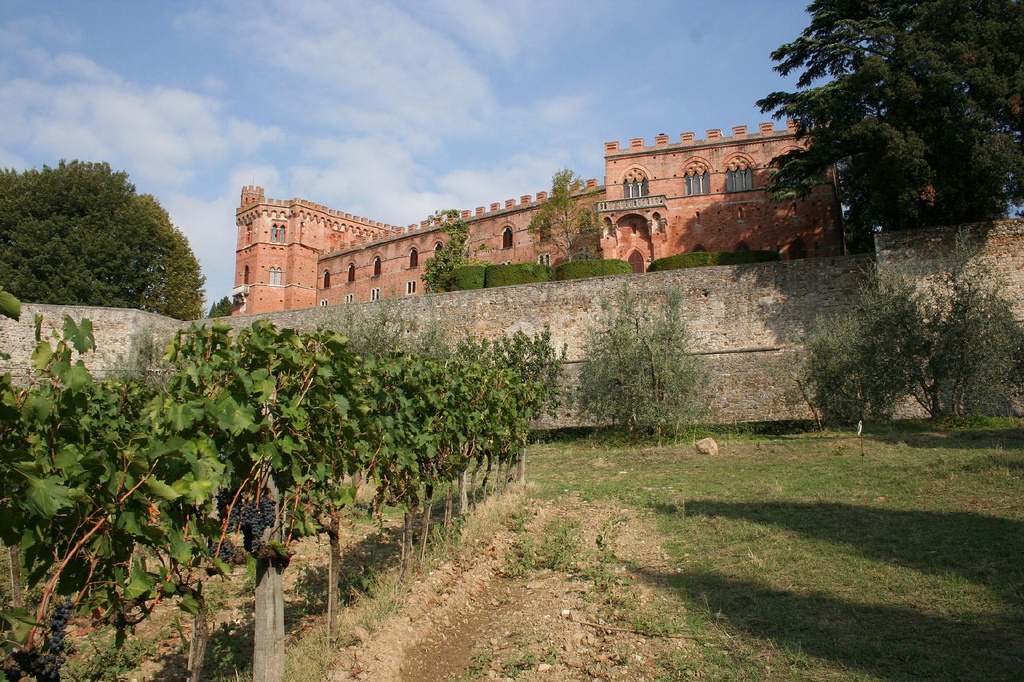
Le château de Brolio

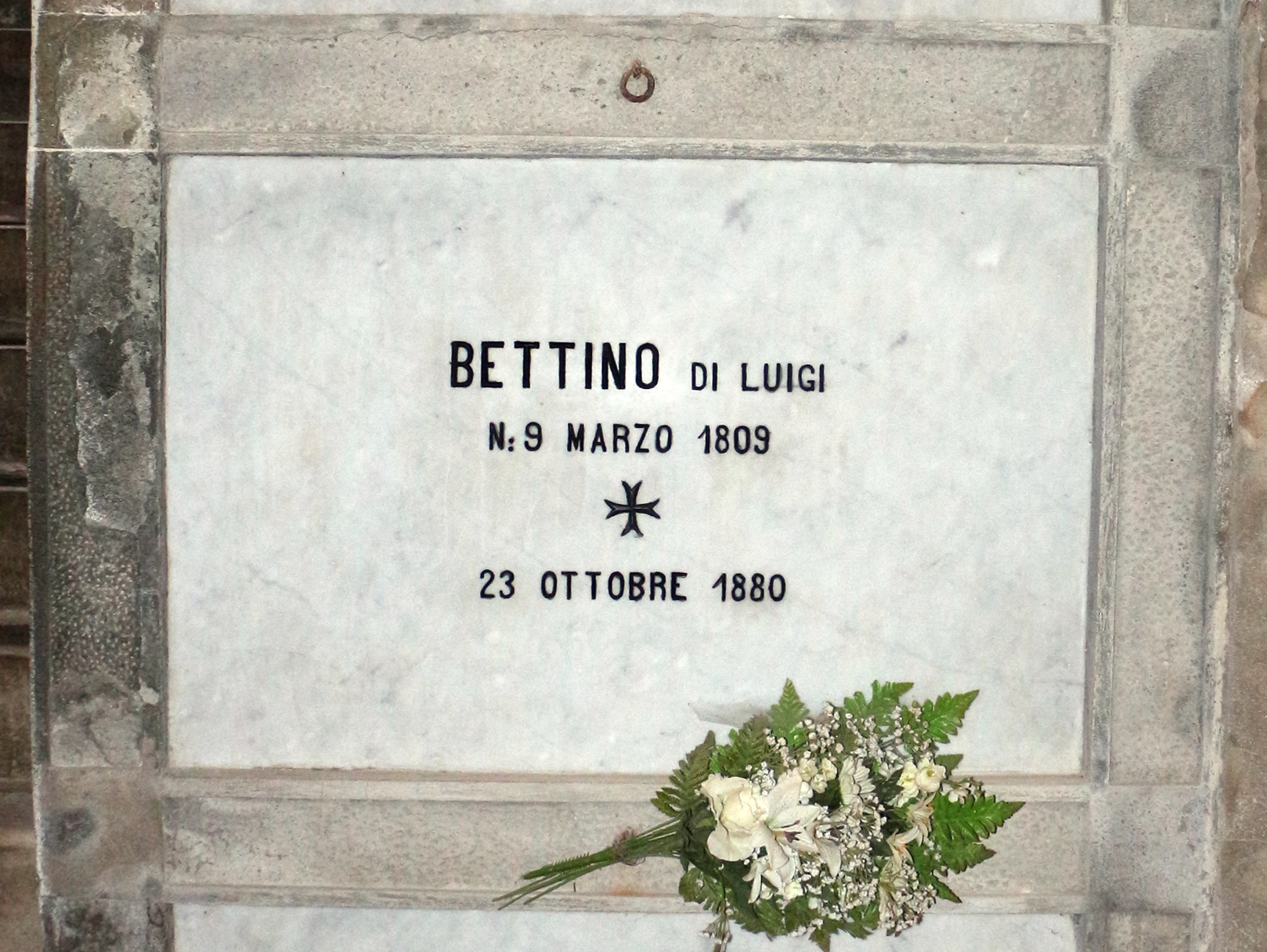
La tombe, dans la chapelle du château de Brolio

C'est alors qu'après avoir pris acte du résultat des élections, Ricasoli démissionne le 10 avril, abandonnant la vie politique et prononçant sporadiquement des discours à la Chambre. Son dernier discours important remonte à 1871, lorsque, au lendemain de l'annexion de Rome à l'Italie, il se prononce en faveur de la Loi des Garanties (Legge delle Guarentigie), qui accorde des privilèges temporels et religieux spéciaux au pontife pour le dédommager de la perte du pouvoir temporel. Ricasoli continue cependant d'être considéré comme un membre influent de la droite historique (destra storica) appelée « Coterie » par ses adversaires. Le seul poste politique qu'il a occupé est celui de maire (sindaco) de Gaiole in Chianti.
Il meurt finalement dans son cher château de Brolio le 23 octobre 1880 à l'âge de 71 ans et y est enterré dans la crypte de la chapelle de San Jacopo.

## Homme d'affaires Ricasoli
En plus d'être un politicien, il était un agriculteur compétent. Membre de l'Accademia dei Georgofili, il a été un innovateur de la viticulture toscane. Comme l'explique Michele Taddei dans son livre Siamo onesta ! Il barone che volle l'unità d'Italia (Soyons honnêtes ! Le baron qui voulait l'unification de l'Italie), Ricasoli est à l'origine de la formule du Chianti.
« Là où le Baron a réussi à obtenir d'excellents résultats, par rapport aux investissements et aux efforts consentis, c'est dans la création du vin « sublime », capable d'être vendu et bu dans le monde entier, sans perdre ses caractéristiques organoleptiques pendant de longues périodes de voyage. Là aussi, il a été un chercheur infatigable et un perfectionniste. Il s'en remet à des mains expertes pour l'analyse chimique et, parcourant notamment la France, il tente de saisir tous les secrets de la vinification et, avant cela, de la culture de la vigne et de la fermentation. Afin de vérifier la résistance de ses vins à la distance et au transport, il a même effectué des tests de « navigation », embarquant ses tonneaux pendant des années sur des navires marchands à destination de toutes les parties du monde, de l'Amérique du Sud comme de Bombay. C'est grâce à sa ténacité et aux essais sur le terrain et dans la cave, qui ont duré trois décennies, qu'a été élaboré le règlement de production du vin Chianti, qui s'est ensuite transformé en règles de production et qui, aujourd'hui encore, bien qu'avec une légère modification introduite il y a quelques années, définit les pourcentages de raisins qui doivent composer le vin italien le plus célèbre au monde. »
— Michele Taddei, Siamo onesta !

## Franc-maçonnerie
Franc-maçon, Ricasoli prit part au mois de mars 1865 à l'Assemblée constituante maçonnique qui eut lieu à Florence dans les locaux de la Loge « Concordia ».

## La légende du fantôme
Selon une légende locale, les nuits de pleine lune, le fantôme du baron Ricasoli erre encore dans la campagne autour du château de Brolio, à cheval et enveloppé dans un manteau noir, avec une meute de chiens de chasse à ses trousses. Cette histoire est si connue que, en 1964, une couverture de La Domenica del Corriere lui a été consacrée par le peintre Walter Molino. Des années plus tard, l'écrivain Alessandro Orlandini en a traité de manière approfondie dans une publication spéciale,.

## Décorations
- Chevalier de l'ordre suprême de la Très Sainte Annonciade - 1860
- Chevalier grand-croix de l'ordre des Saints-Maurice-et-Lazare - 1860
- Chevalier de l'ordre de Saint-Joseph

## Source
- (it) Cet article est partiellement ou en totalité issu de l’article de Wikipédia en italien intitulé « Bettino Ricasoli » (voir la liste des auteurs).